# Lančana polimerizacija
Lančana polimerizacija je oblik polimerizacije s obzirom na reakcijski mehanizam i kinetiku. Drugi oblik je stupnjevita polimerizacija.
Lančana polimerizacija događa se uzastopnom adicijom monomernih molekula, zbog čega ju nazivamo i poliadicijom. U procesu se nezasićeni monomeri lančano polimeriziraju. Prije svega to su alkeni, dieni te neki ciklički monomeri poput laktona, laktama i cikličkih etera. Karakter im je bifunkcijski i čini ga višestruka veza ili ciklička struktura. Karakter se pobuđuje dodatkom inicijatora ili katalizatora. S obzirom na to lančana polimerizacija može biti radikalska (reakcija slobodnih radikala kao inicijatora), ionska (ioni su katalizatori) i koordinativna (monomeri se ugrađuju između inicijatora-koordinativnog kompleksa).
Uobičajene vrste plastičnih materijala dobivenih lančanom polimerizacijom su polietilen, polipropilen i polivinil-klorid. Primarna su sastavnica četiriju plastika posebno označenih reciklirajućim kodovima i naširoko ih se rabi u pakiranju.